# 柳州专区
柳州专区，中华人民共和国广西壮族自治区已撤销的行政区，在今广西壮族自治区中部。曾两度设置。

## 1949年设置的柳州专区
1949年，设置柳州专区，属广西省，专员公署驻柳州市。辖柳州市及武宣、中渡、三江、象县、榴江、融县、雒容、来宾、柳江、柳城10县。
1950年，柳州市升格为地级市。1952年，将雒容、榴江、中渡3县合并设鹿寨县。1953年，撤销柳州专区，鹿寨县划归桂林专区，其余7县划归宜山专区。

## 1958年设置的柳州专区
1958年，复设柳州专区，属广西僮族自治区，专署驻柳州市。辖柳州市及原属宜山专区的宜山、天峨、罗城、南丹、河池、忻城、环江、融安、柳城、来宾、柳江、石龙12县和三江侗族自治县、大苗山苗族自治县。同年，桂林专区所属鹿寨县、平乐专区所属大瑶山瑶族自治县划入柳州专区。辖1市、13县、3自治县。
1960年，石龙县改名象州县。1961年，柳州市升格地级市。1962年，恢复武宣县（1953年，象县、武宣2县合并为石龙县）。1965年，将河池、宜山、天峨、罗城、南丹、环江6县划归河池专区。1966年，大苗山苗族自治县改名为融水苗族自治县；大瑶山瑶族自治县改名为金秀瑶族自治县。辖8县、3自治县。
1971年，撤销柳州专区，改置柳州地区。